# 岡本進
岡本 進（おかもと すすむ、1927年2月17日 - 2020年11月7日）は、日本の経営者。カネボウ社長を務めた。

## 来歴・人物
山口県出身。1944年に慶應義塾大学経済学部を卒業し、同年に鐘紡に入社。1974年12月に取締役、1975年7月に常務を経て、1984年7月に社長に就任。1989年6月に副会長に就任し、1990年6月から名誉顧問を務めた。
2020年11月7日に膀胱がんのために死去。93歳没。